# NGC 716
NGC 716 (również IC 1743, PGC 6982 lub UGC 1351) – galaktyka spiralna z poprzeczką (SBa), znajdująca się w gwiazdozbiorze Barana. Odkrył ją Lewis A. Swift 1 września 1886 roku.